# Xysticus indiligens
Xysticus indiligens là một loài nhện trong họ Thomisidae.
Loài này thuộc chi Xysticus. Xysticus indiligens được Charles Athanase Walckenaer miêu tả năm 1837.